# Zugangsfaktor
| Rentenbeginn      | Zugangsfaktor (Ab-/Zuschlag) |
| ----------------- | ---------------------------- |
| 4 Jahre vorher    | 0,856 (−14,4 %)              |
| 3 Jahre vorher    | 0,892 (−10,8 %)              |
| 2 Jahre vorher    | 0,928 (−07,2 %)              |
| 1 Jahr vorher     | 0,964 (−03,6 %)              |
| 1 Monat vorher    | 0,997 (−00,3 %)              |
| Regelaltersgrenze | 1,000                        |
| 1 Monat später    | 1,005 (+00,5 %)              |
| 1 Jahr später     | 1,060 (+06,0 %)              |
| 2 Jahre später    | 1,120 (+12,0 %)              |
| 3 Jahre später    | 1,180 (+18,0 %)              |
| 4 Jahre später    | 1,240 (+24,0 %)              |
| 5 Jahre später    | 1,300 (+30,0 %)              |

Der Zugangsfaktor ist seit 1992 Teil der Rentenformel zur Berechnung der Rentenhöhe in der deutschen gesetzlichen Rentenversicherung.
Der Zugangsfaktor bewirkt, dass die Rente niedriger ausfällt, wenn sie vorzeitig in Anspruch genommen wird, oder dass sie höher ausfällt, wenn sie erst nach Erreichen der maßgeblichen Altersgrenze beansprucht wird. Die Höhe des Zugangsfaktors richtet sich demgemäß nach dem Alter des Versicherten bei Rentenbeginn (im Falle von Alters- oder Erwerbsminderungsrenten) oder bei seinem Tod (im Falle von Renten wegen Todes).

## Regelaltersrente
Bei Altersrenten, die mit Ablauf des Kalendermonats des Erreichens der Regelaltersgrenze oder einer für den Versicherten maßgebenden niedrigeren Altersgrenze beginnen, beträgt der Zugangsfaktor 1,0.
Wird die Rente vorzeitig in Anspruch genommen, liegt der Zugangsfaktor für jeden Kalendermonat der vorzeitigen Inanspruchnahme um 0,003 niedriger als 1,0. Entsprechend verringert sich die Bruttorente um 0,3 Prozentpunkte für jeden Monat der vorzeitigen Inanspruchnahme, mithin um 3,6 % pro Jahr. Man spricht von einem Rentenabschlag. Der Abschlag bleibt bis zum Ende der Rente bestehen, fällt also nicht etwa bei Erreichen der regulären Altersgrenze wieder weg. Auch eine gegebenenfalls später ablösende Hinterbliebenenrente unterliegt dem bereits bestehenden Abschlag (§ 77 Abs. 3 Satz 1 SGB VI). 
Wird die Rente trotz erfüllter Wartezeit erst nach Erreichen der Regelaltersgrenze in Anspruch genommen, liegt der Zugangsfaktor für jeden Kalendermonat der Nichtinanspruchnahme um 0,005 höher als 1,0, so dass sich ein Zuschlag zur Rente von 0,5 Prozentpunkte pro Monat bzw. 6,0 % pro Jahr ergibt. Es besteht hierbei keine zeitliche Begrenzung, somit gibt es keine maximale Höhe des Zugangsfaktors. Beispielsweise beträgt nach 10-jähriger Nichtinanspruchnahme der Zugangsfaktor 1,6.

## Renten wegen Erwerbsminderung und Erziehungsrenten sowie für Hinterbliebene
Der Zugangsfaktor wird seit dem 1. Januar 2001 auch bei Renten wegen Erwerbsminderung, Erziehungsrenten und bei Hinterbliebenenrenten angewendet.
Bei einer Rente wegen verminderter Erwerbsfähigkeit und einer Erziehungsrente ist der Zugangsfaktor für jeden Kalendermonat, für den eine Rente vor Ablauf des Kalendermonats der Vollendung des (bis 2011) 63. Lebensjahres in Anspruch genommen wird, um 0,003 niedriger als 1,0. Auch hier gibt es also Rentenabschläge, die jedoch höchstens 10,8 % betragen.
Für Erwerbsminderungsrenten, die ab 2012 begannen, erhöht sich das Rentenalter und der Beginn der Abschlagswirkung schrittweise auf 65 Jahre bzw. 62 Jahre.

## Beispiel
Wer nach 36 Jahren beitragspflichtiger Arbeit vier Jahre vor der Regelaltersgrenze seines Geburtsjahrgangs in Rente geht, erhält infolge des Zugangsfaktors von 0,856 eine um 14,4 % niedrigere Rente, als wenn dieselbe Person zu einem früheren Zeitpunkt vier Jahre Pause der Erwerbstätigkeit eingelegt hätte und nach ebenfalls 36 Jahren beitragspflichtiger Arbeit genau zur Regelaltersgrenze in Rente ginge, und auch das Verhältnis zum maßgeblichen Durchschnittseinkommen immer gleich war. Dadurch wird berücksichtigt, dass die Person, die vier Jahre vor der Regelaltersgrenze in Rente geht, bei gleicher Lebenserwartung vier Jahre länger Rente bezieht als die Person, die mit Erreichen der Regelaltersgrenze in Rente geht.